# 风雨亭 (绍兴)
风雨亭位于浙江省绍兴市越城区府山街道，府山西巅。
风雨亭建于民国19年（1930年），以纪念秋瑾烈士，以其绝笔“秋风秋雨愁煞人”命名。秋瑾被捕后，曾被关押于山下的典史署。文革期间，风雨亭遭到破坏，1981年重建，八角攒尖顶。两侧石柱刻有1916年孙中山挽联：“江户矢丹忱，感君首赞同盟会；轩亭洒碧血，愧我今招侠女魂。”
风雨亭已公布为绍兴市文物保护单位 。